# جام خیریه انگلستان ۱۹۵۱
 جام خیریه انگلستان ۱۹۵۱ ، ۲۹امین رقابت سالانه مابین قهرمانان لیگ دسته اول فوتبال انگلستان و جام حذفی فوتبال انگلستان است.
این مسابقه در تاریخ ۲۴ سپتامبر ۱۹۵۱ مابین تیم‌های تاتنهام و نیوکاسل یونایتد در ورزشگاه وایت هارت لن لندن برگزار شده‌است.
تیم تاتنهام در این مسابقه با نتیجه دو بر یک به پیروزی دست یافت.

## جزئیات مسابقه
| تاتنهام     | ۲ – ۱ | نیوکاسل یونایتد |
| ----------- | ----- | --------------- |
| مورفی · بنت |       | میلبورن         |